# Pałac w Krzyżowicach
Pałac w Krzyżowicach – obiekt wybudowany w XVIII w., w miejscowości Krzyżowice.

## Opis
Pałac od strony dziedzińca posiada wejście w ganku zwieńczonym balkonem z kamienną balustradą. Wejście ozdobione portalem z dwiema  kolumnami doryckimi podtrzymującymi przyczółek. Zaraz po prawej stronie ganku pięcioboczny ryzalit w kształcie wieży, kryty dachem hełmowym z kartuszem zawierającym herb rodziny von Tschirschky und Reichel, budowniczych pałacu w XVIII w.
Zabytek jest częścią zespołu pałacowego, w skład którego wchodzą jeszcze: 
- park,
- oficyna I,
- oficyna II, nr 2c
- pawilon ogrodowy,
- spichrz.

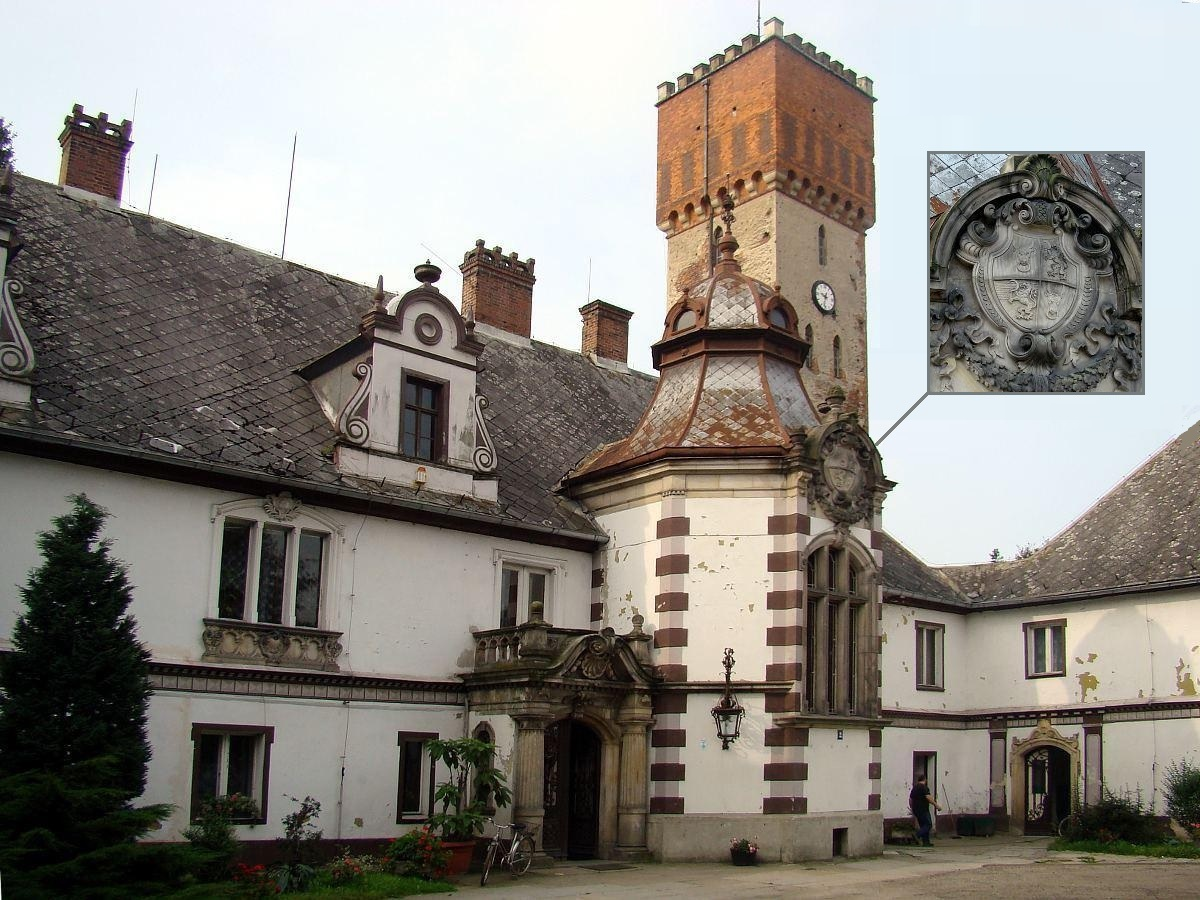
Umiejscowienie herbu
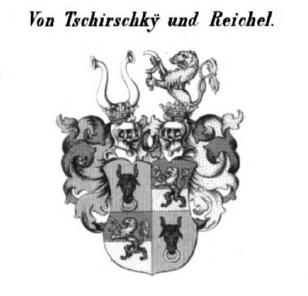
Herb v. Tschirschky und Reichel